# Vega Gimeno
Vega Gimeno Martínez (Valencia, España, 8 de enero de 1991) es una exjugadora española profesional de baloncesto, cuyo último equipo fue el Casademont Zaragoza de la Liga Femenina Endesa. Es internacional absoluta con España 3x3. Ha sido campeona y subcampeona de Europa de 3x3, así como subcampeona olímpica en los Juegos Olímpicos de París 2024.

## Palmarés con la selección española

#### Selección 3x3
- Europeo 3x3 2021 ( París).
- Europeo 3x3 2024 ( Viena).
- Europeo 3x3 2019 ( Debrecen).
- Europeo 3x3 2023 ( Jerusalén).
- Juegos Olímpicos de 2024 ( París).
- Juegos Europeos de 2015 ( Bakú).

#### Selección 5x5
- Europeo U18 2009 ( Suecia).
- Europeo U20 2011 ( Serbia).
- Europeo U16 2007 ( Letonia).
- Mundial U19 2009 ( Tailandia).
- Europeo U20 2010 ( Letonia).

## Clubes
- Colegio El Pilar (Inicios).
- Segle XXI (Liga Femenina 2) 2008-2009.
- Robert Morris Colonials (NCAA) 2009-2010.
- Rivas Ecópolis (Liga Femenina 1) 2010-2014.[2]
- Club Baloncesto Islas Canarias 2014-2015
- Peñarol (SuperLiga Argentina) 2015
- Club Baloncesto Bembibre 2015-2017
- Mann Filter 2017 - 2020.
- Ensino Lugo (Liga Femenina 1) 2020 - 2021
- Casademont Zaragoza (Liga Femenina 1) 2021 - 2024

## Palmarés con clubes
- Copa de la Reina 2022-2023 (Casademont Zaragoza).
- Copa de la Reina 2010-2011 (Rivas Ecopolis).
- Copa de la Reina 2012-2013 (Rivas Ecopolis).
- Liga Femenina 2013-2014 (Rivas Ecopolis).